# Grímsey, Steingrímsfjörður

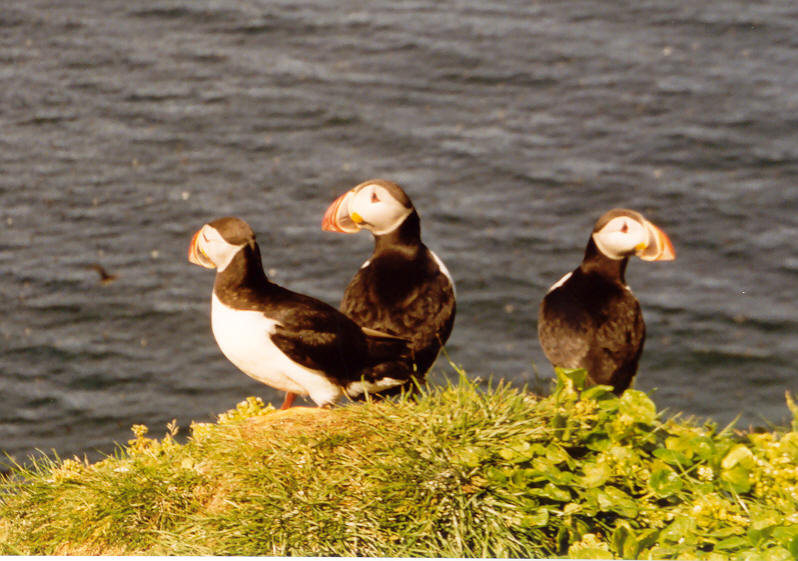
Lunnefåglar på Grímsey i Steingrímsfjörður.

Grímsey är en ö i republiken Island. Den ligger utanför Drangsnes i Húnaflói vid mynningen av Steingrímsfjörður i regionen Västfjordarna, 170 km norr om huvudstaden Reykjavík. Arean är 0,59 kvadratkilometer.
Grímsey är den största ön i Strandir (Strandasýsla) och har ett rikt fågelliv. Lunnefågel (Fratercula arctica) är den talrikaste arten – 23 250 häckande par räknades år 2015 – men här häckar också stormfågel, tretåig mås, ejder, toppskarv och tordmule. Ön är ett naturreservat och IBA-område med klassificeringen A4iii.
Terrängen på Grímsey är platt. Öns högsta punkt är 64 meter över havet. Den sträcker sig 1,1 kilometer i nord-sydlig riktning, och 1,1 kilometer i öst-västlig riktning.

## Namnet
Grímsey (”Grims ö”) har fått namn efter landnamsmannen Grim (Grímr) Ingjaldsson från Hallingdal (Haddingjadal) i Norge. Han for på kung Harald Hårfagers tid till Island för att leta land och kom en vinter under sökandet till Grímsey i Steingrímsfjörður. Där hände det märkliga, att han en dag då han fiskade råkade fånga en havsman (marmennill), som han höll fången tills denne hade spått hans framtid och sagt honom platsen där han skulle bygga sin gård.
Grims hustru hette Bergdís och deras son var Säl-Tore (Sel-Þórir), som senare gav namn åt berget Þórisbjörg. Detta berättas i Landnámabók.